# Johannes Auersperg

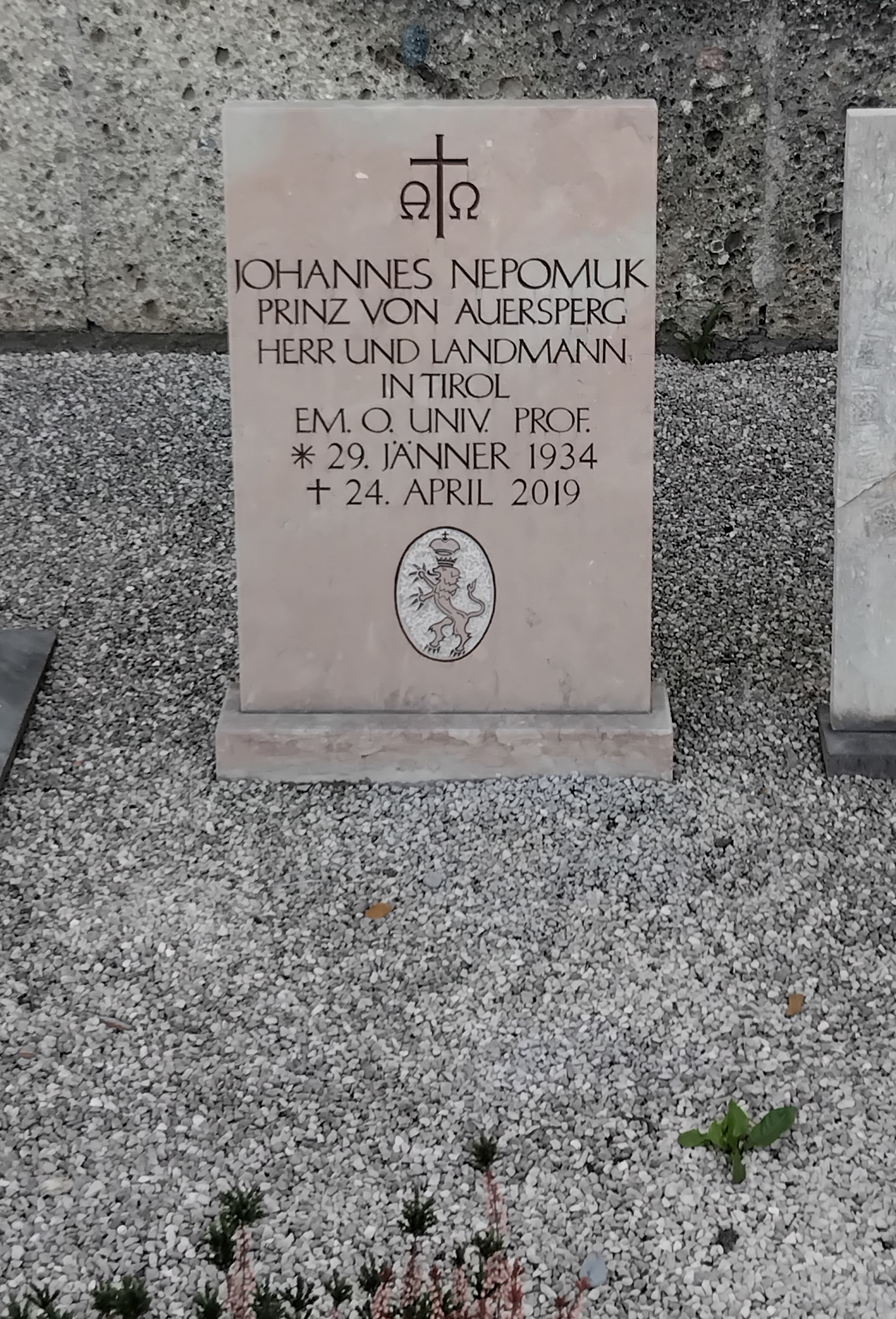
Grabstätte von Johannes Auersperg im Familienfriedhof Maria Bühel

Johannes Nepomuk Auersperg (* 29. Jänner 1934 in Salzburg; † 24. April 2019 in Wien) war ein österreichischer Kontrabassist und Hochschullehrer.

## Leben und Wirken
Johannes Nepomuk Auersperg stammt aus der österreichischen Adelsfamilie Auersperg. Im Alter von 13 Jahren erhielt er ersten Kontrabass-Unterricht. Nach der Matura am humanistischen Abteigymnasium Seckau studierte er Kontrabass bei Alfred Bürgschwendtner am Mozarteum und schloss das Studium 1957 mit Auszeichnung ab. Zudem wurde ihm die Lilli-Lehmann-Medaille des Mozarteums verliehen. In Wien wurde er später von Ludwig Streicher unterrichtet. Kurse in Dirigieren absolvierte er unter anderem bei Meinhard von Zallinger und Bernhard Paumgartner. Während des Studiums war er Mitglied des Mozarteumorchesters und der Camerata Academica Salzburg unter der musikalischen Leitung von Paumgartner.
Ab 1957 wirkte Auersperg als Kontrabassist im Wiener Kammerorchester und von 1958 bis 1965 als Solobassist des Orquestra Filarmónica de Lisboa in Lissabon, wo er in dieser Zeit auch als Professor am Conservatório Nacional de Lisboa lehrte. Nach seiner Rückkehr nach Österreich bekleidete er die Position des Solobassisten beim Bruckner Orchester Linz und machte sich darüber hinaus als Kammermusiker und Pädagoge einen Namen. Unter anderem konzertierte er gemeinsam mit dem Kurpfälzischen Kammerorchester und dem Kärntner Landessinfonieorchester und machte verschiedene Rundfunkaufnahmen.
Als Kammermusiker formierte sich Auersperg im Trio mit dem Trompeter Hans Meister und dem Organisten Josef Hofer als Österreichisches Barocktrio und machte mit diesen zahlreiche Konzertreisen und Tonaufnahmen. Weitere Kammermusikpartner waren zum Beispiel Michael Schnitzler und das Wiener Klaviertrio, mit denen er 1995 bei der Schubertiade Vorarlberg auftrat.
Von 1971 bis zur Emeritierung im Jahr 2002 lehrte Auersperg als Universitätsprofessor an der Universität für Musik und darstellende Kunst Graz (Institut in Oberschützen), wo er eine Kontrabassklasse aufbaute und leitete. Außerdem gab er Meisterkurse in Europa und Australien und lehrte als Dozent, zum Beispiel beim Jugendorchester der Europäischen Union (EUYO) und beim Gustav Mahler Jugendorchester. Zu seinen Schülern zählen unter anderem Mitglieder der Wiener Philharmoniker, darunter Alois Posch.
Als Dirigent leitete er das Wiener Jeunesse Orchester sowie das Linzer Jugendorchester und unternahm mehrere Tourneen, zum Beispiel in die Schweiz, nach Italien, Ungarn und in die Tschechoslowakei.

## Diskografie (Auswahl)
- Der Sammler I. Werke von Fantini, Valentino, Stölzel, d’Hervelois, Martini. Mit Hans Meister, Josef Hofer (Gepa Records; 1980)
- Wolfgang Amadeus Mozart: Kirchensonaten. Sonaten KV 225, KV 68, KV 328, KV 69, KV 67, KV 244. Mit Ernst Kovacic und Klaus Maetzl, Violine; Martin Haselböck, Orgel (PAN 120 482; 1981)